# Кастело (Ла Специја)
Кастело (итал. Castello) је насеље у Италији у округу Ла Специја, региону Лигурија.
Према процени из 2011. у насељу је живело 233 становника. Насеље се налази на надморској висини од 570 м.